# Somewhere Far Beyond
Somewhere Far Beyond is het vierde album van Blind Guardian, uitgebracht in 1992 door Virgin Records. Met dit album wisten ze meer en meer hun eigen sound te definiëren.

## Track listing
1. Time What is Time – 5:42
2. Journey Through the Dark – 4:45
3. Black Chamber – 0:56
4. Theatre of Pain – 4:15
5. The Quest for Tanelorn – 5:53
6. Ashes to Ashes – 5:58
7. The Bard's Song (In the Forest) – 3:09
8. The Bard's Song (The Hobbit) – 3:52
9. The Piper's Calling – 0:58
10. Somewhere Far Beyond – 7:28
11. Spread Your Wings – 4:13
12. Trial By Fire – 3:42
13. Theatre of Pain ('Classic version') - 4:13

De laatste drie nummers zijn 'bonustracks'. Spread Your Wings is een cover van Queen, Trial By Fire een cover van Satan.